# Przytuły (gromada)
Przytuły – dawna gromada, czyli najmniejsza jednostka podziału terytorialnego Polskiej Rzeczypospolitej Ludowej w latach 1954–1972.
Gromady, z gromadzkimi radami narodowymi (GRN) jako organami władzy najniższego stopnia na wsi, funkcjonowały od reformy reorganizującej administrację wiejską przeprowadzonej jesienią 1954 do momentu ich zniesienia z dniem 1 stycznia 1973, tym samym wypierając organizację gminną w latach 1954–1972.
Gromadę Przytuły z siedzibą GRN w Przytułach utworzono – jako jedną z 8759 gromad – w powiecie łomżyńskim w woj. białostockim, na mocy uchwały nr 18/V WRN w Białymstoku z dnia 4 października 1954. W skład jednostki weszły obszary dotychczasowych gromad Przytuły, Przytuły Kolonia, Przytuły Las, Aleksandrowo, Gardoty, Mroczki, Chrzanowo, Kubra Nowa i Kubra Stara ze zniesionej gminy Przytuły w tymże powiecie. Dla gromady ustalono 17 członków gromadzkiej rady narodowej.
31 grudnia 1959 do gromady Przytuły przyłączono wsie Bagienice, Borawskie, Mieczki i Obrytki ze zniesionej gromady Obrytki oraz wsie Chrostowo, Wagi, Supy, Konopki-Błonie (Konopki) i Wypychy oraz kolonię Kubra-Przebudówka ze zniesionej gromady Wagi; równocześnie z gromady Przytuły wyłączono wieś Gardoty włączając ją do gromady Romany.
1 stycznia 1972 do gromady Przytuły przyłączono wsie Gardoty, Grzymki, Romany, Ramoty i Wilamowo ze zniesionej gromady Romany.
Gromada przetrwała do końca 1972 roku, czyli do kolejnej reformy gminnej. Z dniem 1 stycznia 1973 roku reaktywowano gminę Przytuły.